# فایلز (گوگل)
فایلز (به انگلیسی: Files) (با نام قبلی فایلز گو (به انگلیسی: Files Go)} یک برنامه مدیریت فایل است که توسط گوگل برای مرور فایل‌ها و رسانه‌ها، پاکسازی فضای ذخیره‌سازی و انتقال فایل به صورت آفلاین توسعه یافته‌است. این برنامه توسط در تاریخ ۵ دسامبر ۲۰۱۷ توسط گوگل منتشر شد. یک نسخه سفارشی نیز برای چین در تاریخ ۳۰ مه ۲۰۱۸ منتشر شد.

## امکانات
این برنامه در حال حاضر فقط برای سیستم عامل اندروید موجود است و شامل سه زبانه است: پاک‌سازی، مرور و اشتراک‌گذاری. در دستگاه‌های گوگل پیکسل، برگه اشتراک‌گذاری با لمس دکمه منو نمایان می‌شود.

### حالت پاک‌سازی
این امکان برنامه‌های بلااستفاده، فایل‌های بزرگ و فایل‌های تکراری را که ممکن است کاربر به آن‌ها نیازی نداشته باشند، شناسایی می‌کند. همچنین می‌تواند هنگامی که فضای ذخیره تقریباً پر است به کاربر اطلاع دهد.
همچنین یک امکان «سطل زباله» وجود دارد که در آن محتویات حذف شده بعد از ۳۰ روز برای همیشه حذف می‌شوند. اما تا قبل از این زمان، فایل‌های حذف شده قابل بازگردانی هستند.

### حالت مرور
این بخش فایل‌های اخیراً دسترسی یافته را نشان می‌دهد که به چند گروه تقسیم می‌شوند: «دانلودها»، «تصاویر»، «فیلم‌ها»، «صدا»، «اسناد و سایر موارد» و «برنامه‌ها».
همچنین شامل پوشه‌های «مورد علاقه» و «پوشه ایمن»، و همچنین دو دکمه منتهی به «حافظه داخلی» و «سار حافظه‌ها» است.

### حالت اشتراک‌گذاری
برنامه فایلز برای ارسال و دریافت فایل‌ها و برنامه‌ها از اشتراک‌گذاری همتا به همتا استفاده می‌کند. همچنین از رمزگذاری برای امن نگه داشتن محتویات در حین اشتراک‌گذاری استفاده می‌کند.